# Прошка
Прошката е мисловният духовен и емоционален акт на освобождаване от чувства като гняв, раздразнение и негодувание, насочени към друг човек, заради сторени от него нежелани действия или нанесени обиди. Прошката не означава потискане на гнева и раздразнението, а напълното освобождаване от тях чрез осъзнаване на причините, довели до появата на тези чувства, и оттам – намирането на по-рационален начин за преодоляване на дразнителя. Прощаването има значение най-вече за прощаващия, тъй като той се освобождава от негативните си емоции и добива отново възможност за обективна преценка на фактите, свързани с другия човек, въпросната нанесена обида или нежелано поведение.

## Прошката в религията
Прошката е много важна за световните религии и намира място в основата на техните етични системи. Тя е дотолкова важна, че обикновено е част от техния религиозен култ.

### Християнство
Прошката заема основно място в християнската етична система, независимо от конфесията. В Новия завет Иисус Христос, а след това и апостолите, нееднократно се спират върху нейното значение. Самият акт на прошката е условие, вярващият да получи достъп до благодатните дарове: „Ако принасяш дара си на жертвеника, и там си спомниш, че брат ти има нещо против тебе, остави дара си там пред жертвеника и иди първо се помири с брата си, и тогава дойди и принеси дара си“. (Мат. 5:23 – 24). Христос издига на най-висок пиедестал прошката: „Защото кое е по-лесно? Да кажа: прощават ти се греховете ли; или да кажа: стани и ходи?“ (Мат. 9:5, Лук. 5:23)
В рамките на християнската етика прошката не е просто еднократен и символичен акт, при който „се приемат или поднасят извинения“ от или на някого, а всеобщ и вседействен акт, който се разпростира върху всичко окръжаващо, акт на вътрешно пречистване и смирение, което се отнася не само конкретно към едно или друго конкретно явление, а спрямо всичко заобикалящо, познато или непознато. Т.е. извиняването на някакво нравствено действие, извършено от друг човек, само по себе си не е прошка, но може и трябва да бъде част от нея.
Важно е да се отбележи, че актът на опрощението не изисква непременно покаяние или осъзнаване от страна на този, спрямо когото е отнесен. По време на разпъването, Иисус Христос се моли за своите мъчители: „Отче! Прости им, защото те не знаят какво правят“ (Лук. 23 – 34). Според християнската концепция опрощение можа да даде единствено Бог, но всеки един вярващ е длъжен да прощава въпреки, или по-скоро независимо от всичко.
В църковния календар прошката се свързва с т.нар. „Неделя сиропустна“ – последния ден преди началото на Великия пост. Идеята е, че преди началото на този най-важен за християнството пост, човек трябва да е простил и да е получил прошка от ближните си. Всъщност традицията, свързана със Сиропустната неделя е преди всичко знак – опрощението трябва да е неотменима част от духовния живот на християнина във всеки един момент.

### Юдаизъм
Още в Стария завет прошката заема значимо място. Там обаче тя е по-скоро акт на добра воля (Бит. гл. 32 и сл.), отколкото нравствена повеля. С развитието на юдаизма обаче, особено при талмудическата традиция, прошката се превръща в основно нравствено понятие със значение, сходно с това, което има при останалите религии.

### Източни религии
В религиите на Изтока прошката отново има важно значение, но самият термин „прошка“ е сравнително неуместен – поради езиковото различие, в източните религии понятията, свързани с „прошка“ само частично съвпадат с това, което е възприето от европейската терминология. В западния свят е възприета терминологията, наследена от елинизма и юдаизма, и преосмислена от християнството. Така думата „прошка“ се разбира и като формалния акт на даването-получаването на извинение, и като висша морална ценност. Съществуват и множество междинни нюанси, които пак се обозначават по същия начин. Източните религии боравят с друга терминология, поради което е трудно да се даде точен съответен термин, който да е превод на „прошка“.
- В даоската система прошката е необходимо условие за постигане на У Дзи – „пустотата“.
- В будизма и индуизма е задължителна при очистването от наслагванията на кармата.
- В шинтоизма е мистичен акт, свързан с обредност, при който човекът, който го е извършил, се предпазва от силите на „чуждите“ зли помисли.

Отново, трябва да се има предвид, че определенията на нравствените категории са твърде самостойни и не могат да бъдат буквално преведени или отъждествени с понятията на български език. Тъй като в западното мислене понятието за прошка често се свързва с това за „грях“, може да бъде приведен следният пример: Според древната традиция на шинтоизма, например, оказването на услуга на непознат е „грях“ (понятието е условно), тъй като последният няма да има възможност да се отплати за нея. Т.е. конкретните прояви са зависими от дадена нравствена система, но крайното им значение е едно и също.
Следователно трябва да се търсят смислови, а не точни терминологични съответствия. Макар и определяни по различен начин, в крайна сметка проповядваните ценности се оказват сходни.

## Религиозни празници
Религиозни празници, на които традицията включва искане на прошка са:
- В християнския църковен календар прошката се свързва с т.нар. „Неделя сиропустна“ (Сирни заговезни, Прошка, Прошка неделя) – последния ден преди началото на Великия пост. Идеята е, че преди началото на този най-важен за християнството пост, човек трябва да е простил и да е получил прошка от ближните си. Всъщност традицията, свързана със Сиропустната неделя е преди всичко знак – опрощението трябва да е неотменима част от духовния живот на християнина във всеки един момент.
- В исляма – Рамазан байрам, Курбан байрам.